# نادي مول فيهيرفار
نادي فيديوتون لكرة القدم (بالفرنسية: Videoton FC)‏ نادي كرة قدم مجري يلعب في دوري الدرجة الممتازة. تم تأسيس النادي في سنة 1941.